# Periscepsia fressa
Periscepsia fressa är en tvåvingeart som först beskrevs av Villeneuve 1937.  Periscepsia fressa ingår i släktet Periscepsia och familjen parasitflugor. Inga underarter finns listade i Catalogue of Life.